# Felsbilder am Karakorum Highway
Die Felsbilder am Karakorum Highway sind eine Gruppe kulturgeschichtlich bedeutender Felsbilder im nordpakistanischen Bergland des Himalaya und Karakorum. Nachdem das Gebiet durch den Bau des Karakorum Highway zugänglich gemacht worden war, wurden bei deutsch-pakistanischen Expeditionen ab 1980 etwa 1500 Inschriften und über 10.000 Felsbilder entdeckt und dokumentiert.
Der Karakorum Highway folgt einer von mehreren Routen, die von den zentralasiatischen Steppenregionen über die mehr als 4000 m hohen Gebirgspässe des vergletscherten Himalaya und des Karakorum in das indo-pakistanische Tiefland führen. Der mühsame Steig wurde seit dem Ende der Eiszeit von Jägern und Nomaden, später von Kaufleuten, buddhistischen Pilgern, chinesischen Gesandten und fremden Eroberern genutzt.

## Forschungsgeschichte
In ihren Itineraren beschrieben die chinesischen Mönche anschaulich den abenteuerlichen Weg durch die Schluchten des Indus und seiner Nebenflüsse, entlang steiler Berghänge und über schwankende Seilbrücken. So gelangte als erster der Mönch Faxian im Jahre 400 nach Christus auf seiner 15 Jahre dauernden Pilgerreise von der Kaiserstadt Chang’an nach Überwindung des Karakorum ins „Königreich Jiecha“ (wahrscheinlich Baltistan) bis nach „Tuoli“. Dies war ein überregional bekanntes, religiöses Zentrum, das wohl in der Nähe von Chilas lag, heute ein wichtiger Standort für Felsbilder.
Außer diesen Pilgerberichten und einigen späteren Chroniken sind von der Region am oberen Indus keine eigenen historischen Überlieferungen erhalten. Dafür bietet eine der größten Felsbilder-Ansammlungen der Welt Einblicke in die Geschichte der Hochgebirgsregion. Zur Zeit des Britischen Weltreichs war der Zugang zum unwegsamen Hinterland der besetzten Gebiete, das die Briten als natürliche Sperre gegen eventuelle Eindringlinge betrachteten, nur auf einen engen Personenkreis (Regierungsbeauftragte) beschränkt. Das war der Grund dafür, dass die Felsbilder, von deren Existenz man spätestens seit 1906 wusste, nicht näher untersucht wurden. Als jedoch Aurel Stein während des Zweiten Weltkrieges interessante Nachrichten aus diesem Gebiet erhielt, entschloss er sich 1942 zu einer Reise in das Industal. Er wurde so zum eigentlichen Entdecker der Felsbilder. Da er aber 1943 starb, verlief die Auswertung seiner Erkenntnisse im Sande. Ihre systematische Erforschung begann erst nach Fertigstellung des Karakorum-Highway. Unter der Leitung von Karl Jettmar, Heidelberg und Ahmad Hasan Dani, Islamabad fand die erste reguläre Expedition im Jahre 1980 statt, 1981 bis 1983 folgten weitere. 1985 konnte die erste Ausstellung „Zwischen Gandhara und den Seidenstraßen – Felsbilder am Karakorum Highway“ gezeigt werden. Dabei wurden Farbbilder nach Diapositiven von Mitgliedern der PAK-German Study Group präsentiert.

## Zeitliche Ordnung

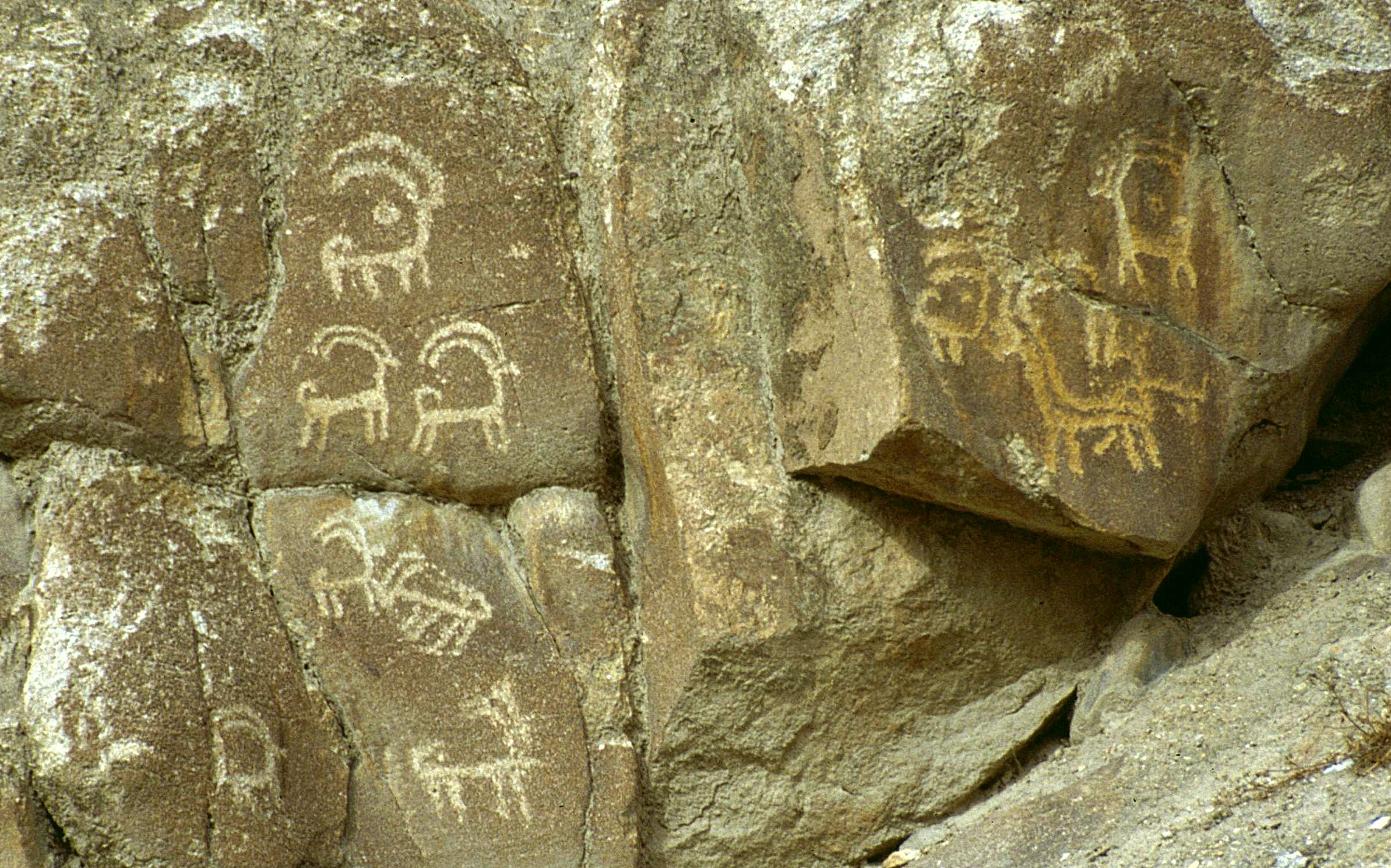
prähistorische Tierdarstellungen

### Vorbuddhistische Kunst
Mit dem Rückzug der großen Gletscher wurden seit Beginn des Holozäns (9500 bis 6200 vor Christus) die Umweltbedingungen günstiger. Infolge stärkerer Niederschläge wuchs in den Tälern eine reiche Vegetation, die Nahrung für eine vielfältige Wildtierfauna bot. Das lockte Jäger an, welche die frühesten Felsbilder schufen. Auf den prähistorischen Darstellungen findet man Steinbock, Schraubenziege und Blauschaf, vereinzelt auch Jagdszenen mit Menschen, die im Allgemeinen kleiner als die Tiere dargestellt sind. Bilder dieser älteren Periode stammen aus dem fünften bis zweiten Jahrtausend.

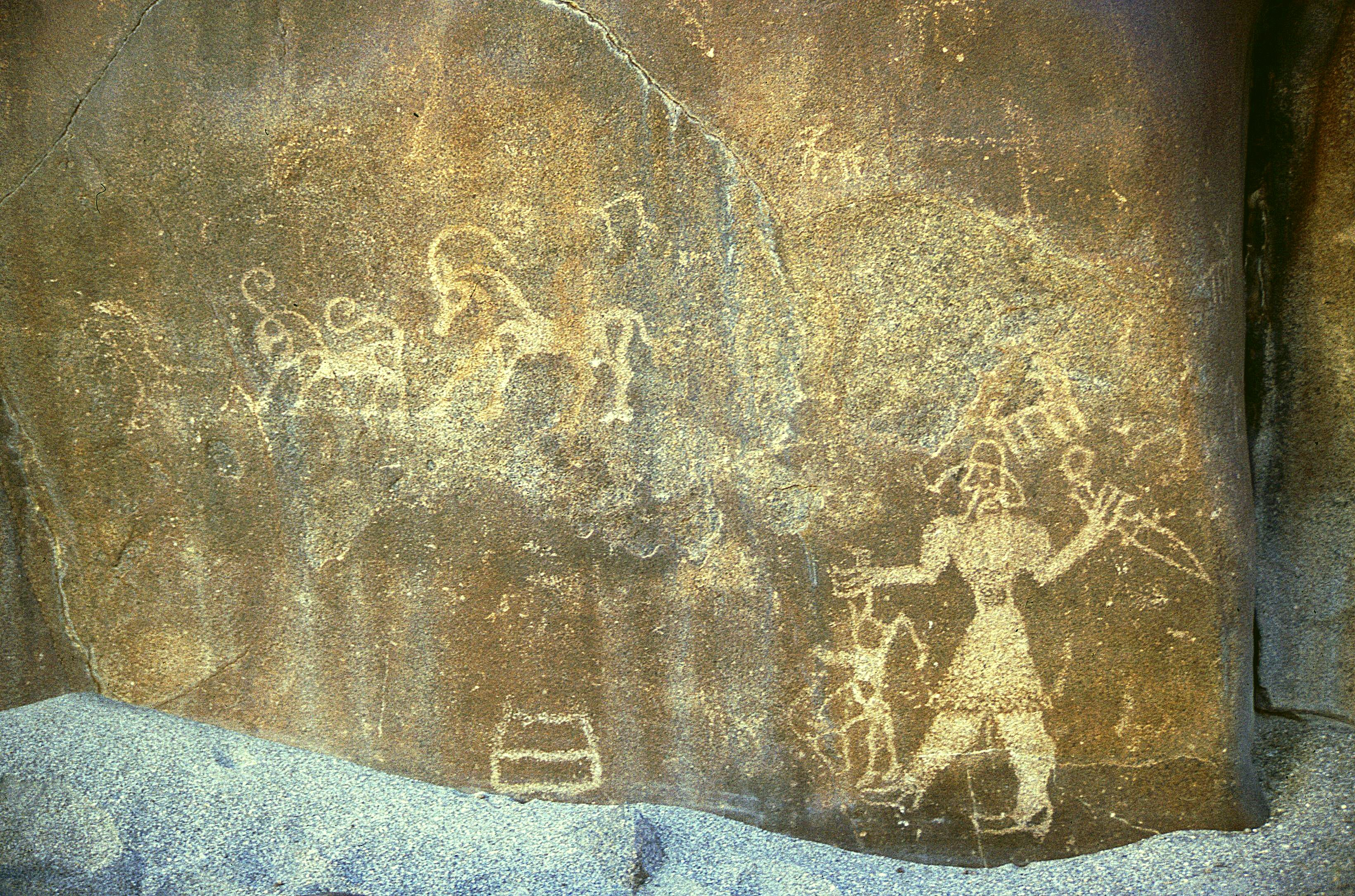
skytho-sakische Motive am „Altarfelsen“

Im ersten Jahrtausend vor Christus traten am oberen Indus neue, skytho-sakische Stämme auf. Männer in westiranischer Tracht (Helm, breiter Gürtel, Fransenrock und Gamaschen) tanzen, stellen sich als Krieger vor oder sind dabei, eine Ziege zu schlachten, wie man es auf dem sogenannten „Altarfelsen“ sehen kann. Im sechsten Jahrhundert vor Christus, als sich das Achämenidenreich nach Osten ausdehnte, gelangten iranische Einflüsse auch in das obere Industal. Sie verdeutlichen sich in Fabelwesen mit schwungvoll gebogenen Hörnern und Schwänzen, aber auch in stilisierten Pferdebildern, oft in dem für die Kunst Vorderasiens charakteristischen Knielauf dargestellt.

### Buddhistische Kunst

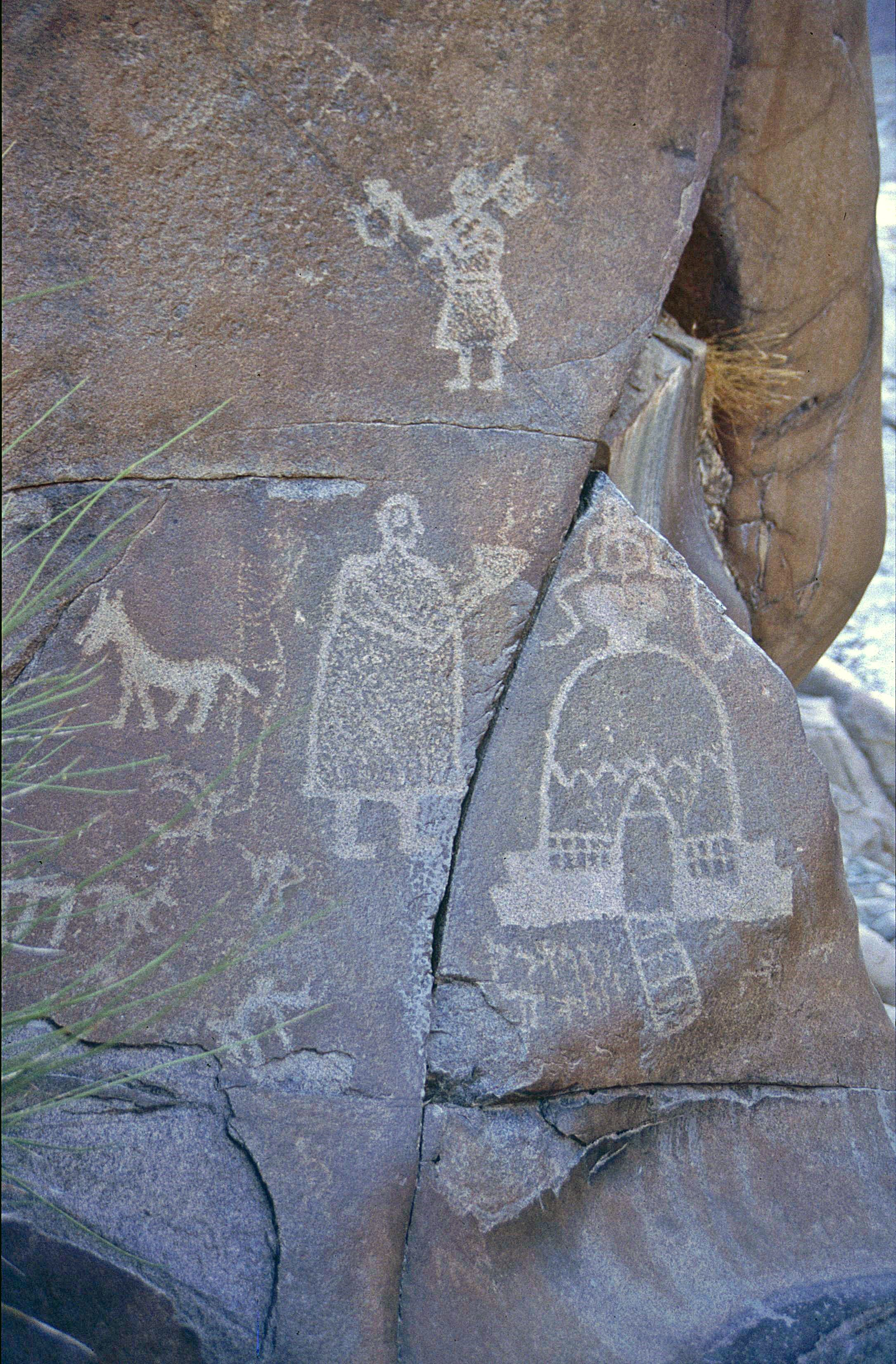
Mönch mit Räucherschale, Stupa verehrend (1. Jahrhundert n. Chr.)

Im ersten Jahrhundert nach Christus setzte sich während der Herrschaft der Kushana auch am oberen Indus als neue Glaubensrichtung der Buddhismus durch. In der frühbuddhistischen Periode (erstes bis drittes Jahrhundert nach Christus) erscheinen Gravuren, die Stupas, verehrende Pilger, thronende Herrscher und die ersten Inschriften in Kharoshthi darstellen.

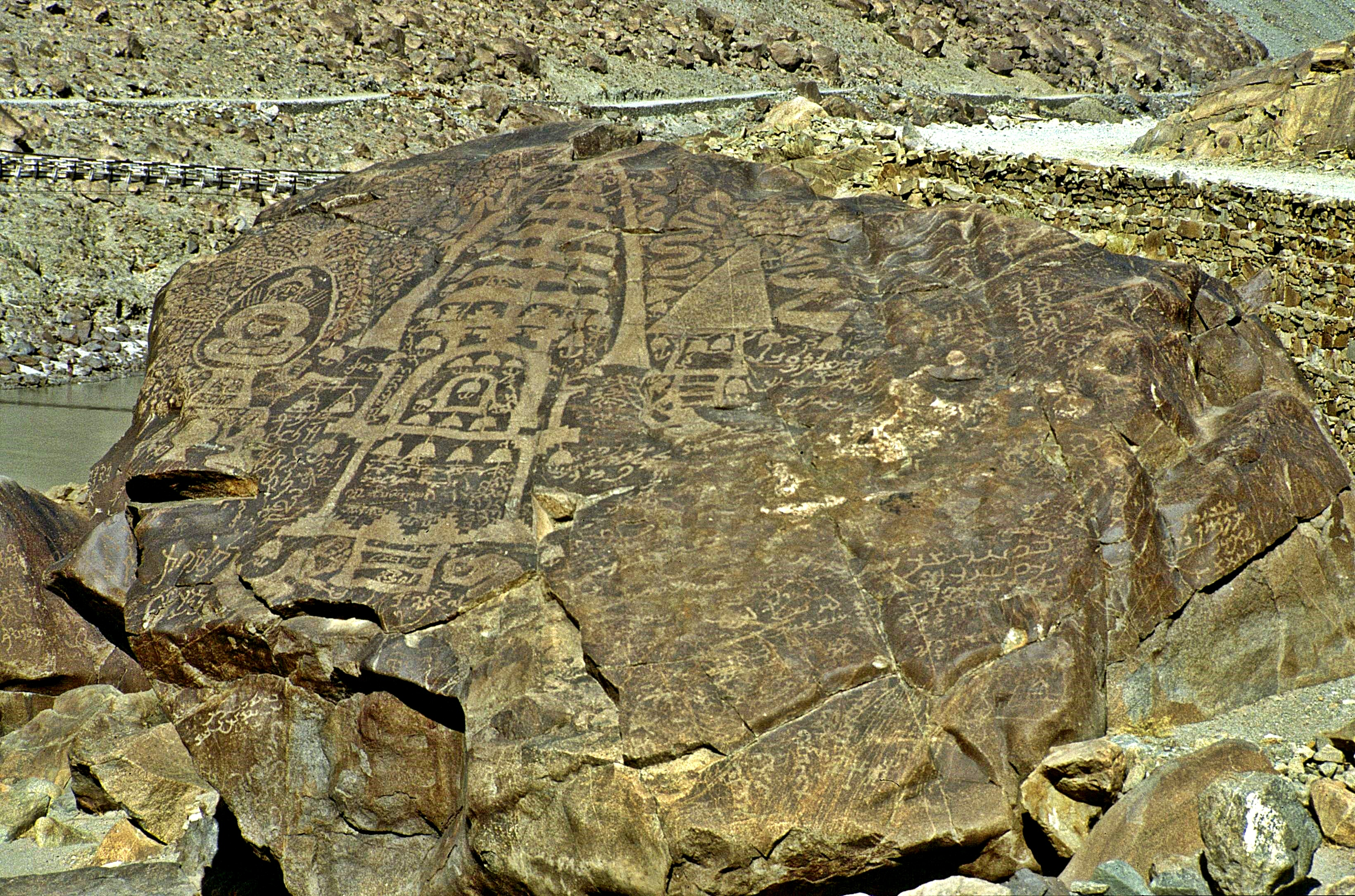
Shatial: Sibi-Jataka, Stupas und Inschriften

Zwischen dem fünften und achten Jahrhundert erreicht in diesem Gebiet die buddhistische Epoche ihre höchste Blüte. Die Inschriften und Zeichnungen häufen sich, besonders in den sakralen Zentren. Dort werden allmählich die Karoshthi-Inschriften von der Brahmi-Schrift abgelöst. Zusätzlich findet man aber auch über 700 sogdische Inschriften. Die Sogdier spielten eine große Rolle im Handel auf den Seidenstraßen, aber auch als Mittler zwischen den großen Religionen. Viele von ihnen schlossen sich dem Buddhismus, andere dem Christentum und wieder andere dem Manichäismus an. Auf sie sind die vereinzelt dargestellten nestorianischen Kreuze und iranischen Feueraltäre zurückzuführen. Ihre Gravuren finden sich eher außerhalb der religiösen Zentren und mehr an Warenumschlagplätzen. Einen solchen vermutet man bei der Shatial Bridge.

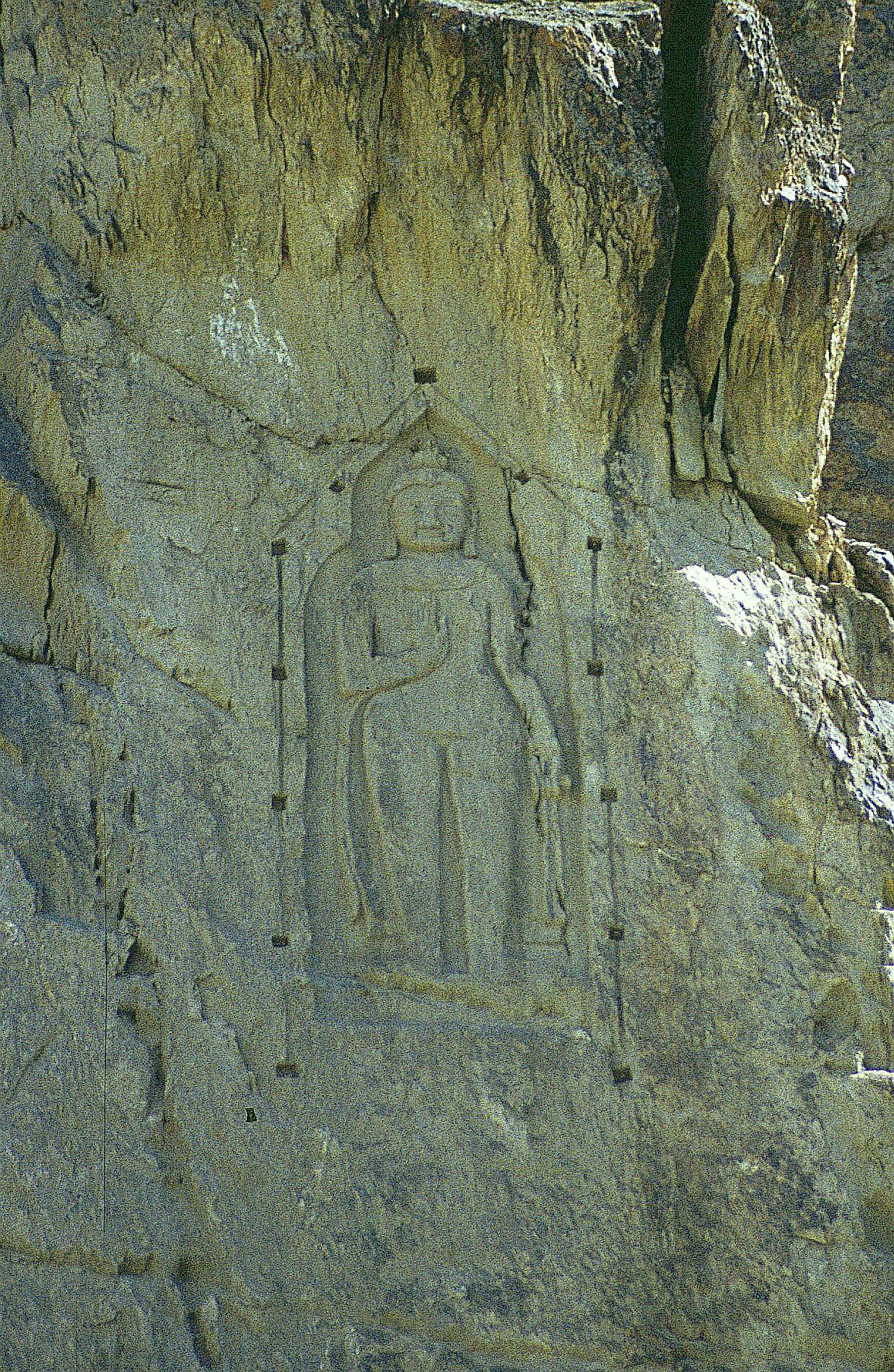
Kargah: stehender Buddha (8. Jahrhundert)

Chilas könnte auch ein politisches Zentrum (Sitz eines Regionalfürsten) gewesen sein, denn oftmals nennen Inschriften vornehme Auftraggeber für die dargestellten Bilder. Am gegenüberliegenden, dem nördlichen Ufer des Indus, lag beim Dorf Thalpan ein offenbar bedeutendes buddhistisches Heiligtum. Allerdings haben große Erdrutsche und Flutwellen die Bauwerke bis auf geringe Reste (von Stupas?) zerstört. Thalpan selbst wurde 1841 verwüstet, obwohl es höher lag als der Sakralbezirk. Bei den Bildern ragen szenische Darstellungen des sechsten Jahrhunderts von hoher künstlerischer Qualität heraus, welche die vorgeburtlichen Existenzen des Buddha wiedergeben (Jataka-Szenen). Sie zieren die Felsen von Chilas-Thalpan und zeigen deutliche Einflüsse aus Gandhara. Ein Beispiel hierfür ist das Sibi-Jataka: König Sibi, eine der vielen Präexistenzen Buddhas, opfert sein Fleisch zur Rettung einer Taube.
In den nördlichen Regionen sind auch Felsreliefs zu finden, so der meditierende Buddha von Manthal bei Skardu und das etwa drei Meter hohe Relief eines stehenden Buddha im Kargah bei Gilgit, das tibetischen Einfluss erkennen lässt.

### Antibuddhistische Strömungen
Seit dem neunten Jahrhundert ist zu beobachten, dass an vielen Stellen Werke der buddhistischen Periode durch gröbere Zeichnungen ergänzt oder zerstört wurden. Sie weisen auf einen Einbruch fremder Reitervölker hin, die offenbar weder lesen noch schreiben konnten. Es gibt Pseudoinschriften, die ständig den gleichen Kringel wiederholen. Häufige Motive sind Streitäxte und Sonnensymbole, gelegentlich werden Stupas anthropomorph umgestaltet. Es ging dabei wohl um eine Aufwertung des Volksglaubens. An manchen Felsen sind sogar regelrechte Schlachten dargestellt zwischen angreifenden Streitaxtleuten und Buddhisten, die offenbar Stupas verteidigen. Allerdings sind solche Bilder örtlich begrenzt, und vielfach scheint sich der Buddhismus wieder zu „erholen“, worauf Darstellungen aus dem 10. bis 11. Jahrhundert hinweisen.

Antibuddhistische Strömungen
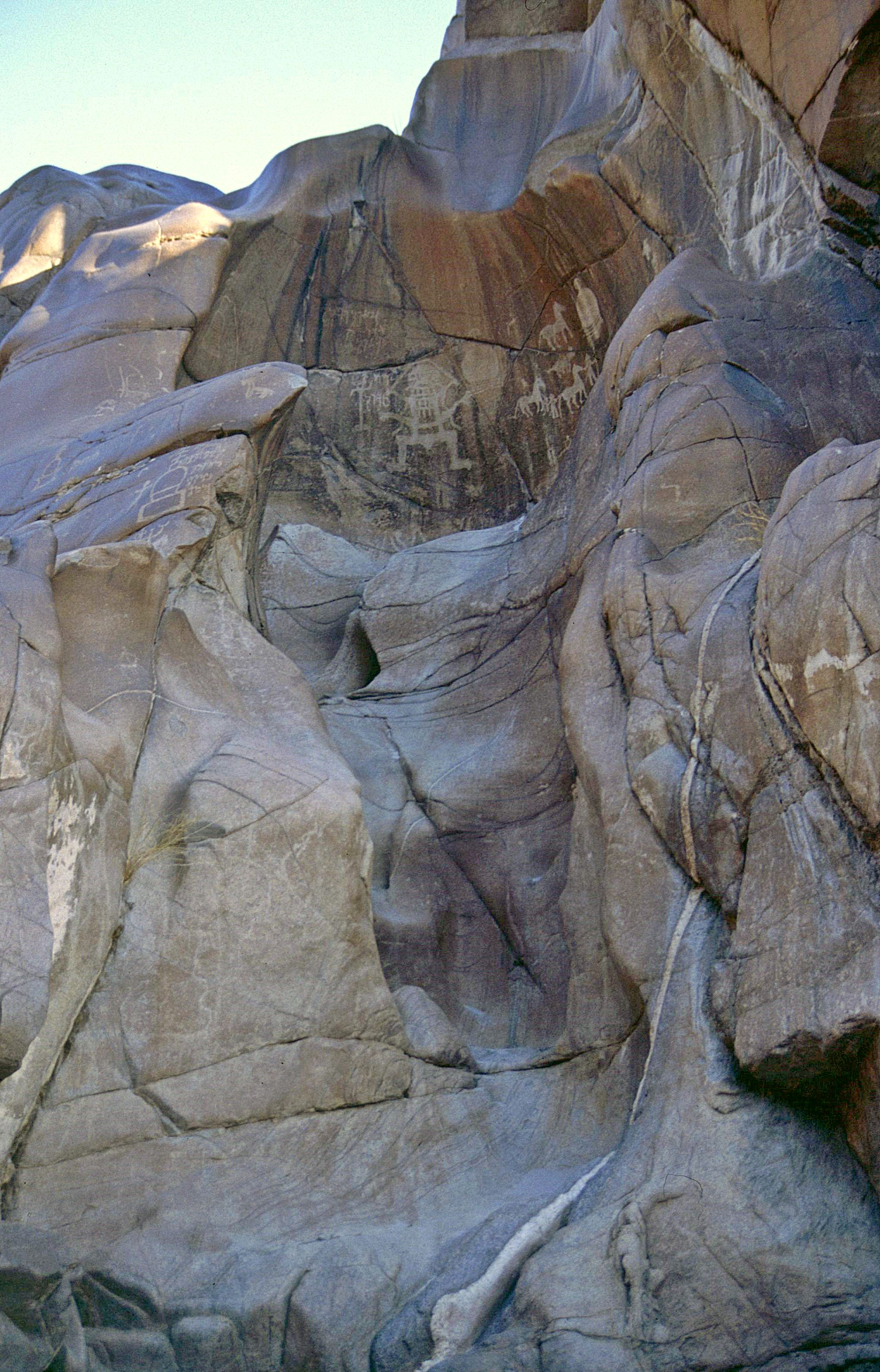
anthropomorph umgestaltetes Stupa
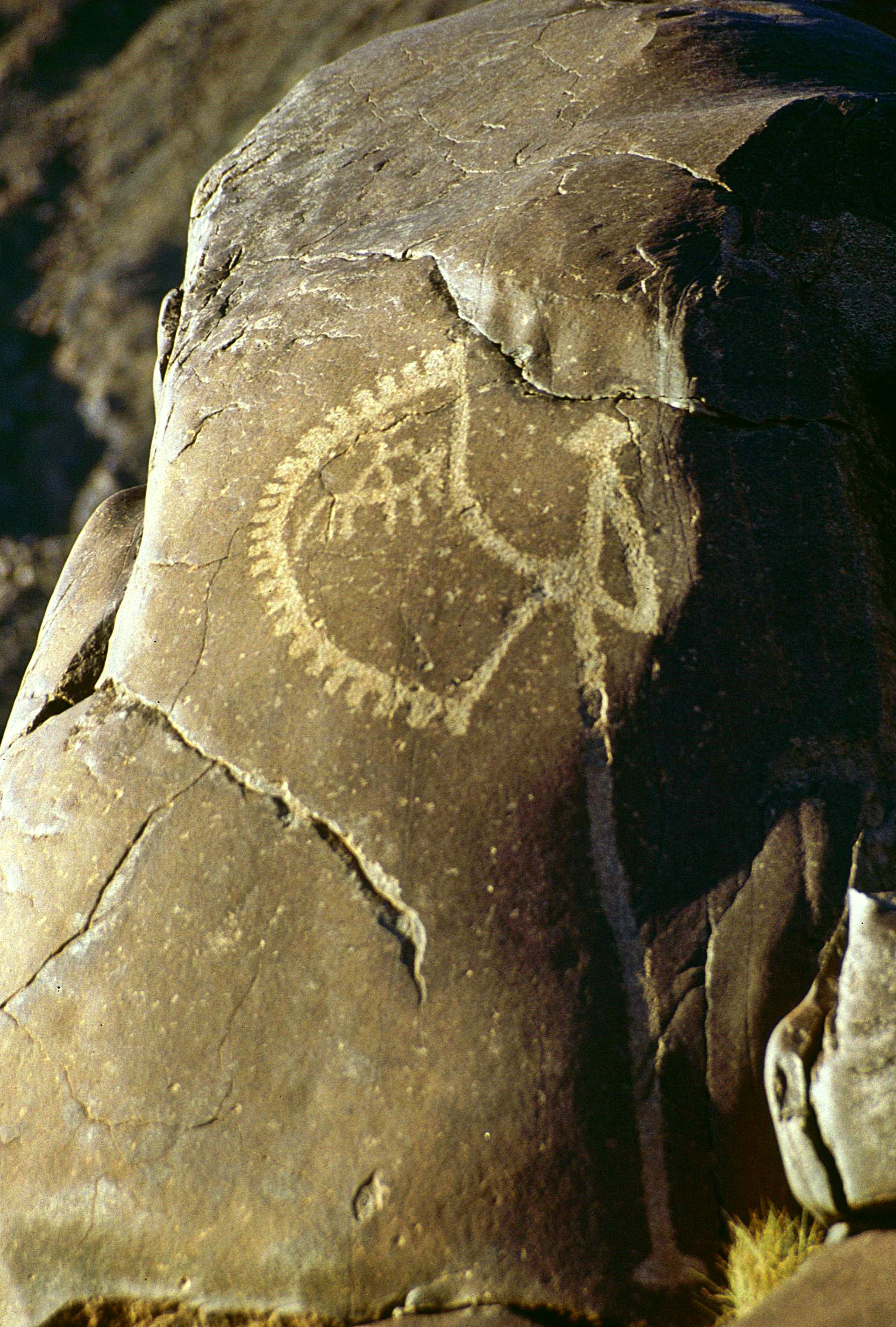
Streitaxt
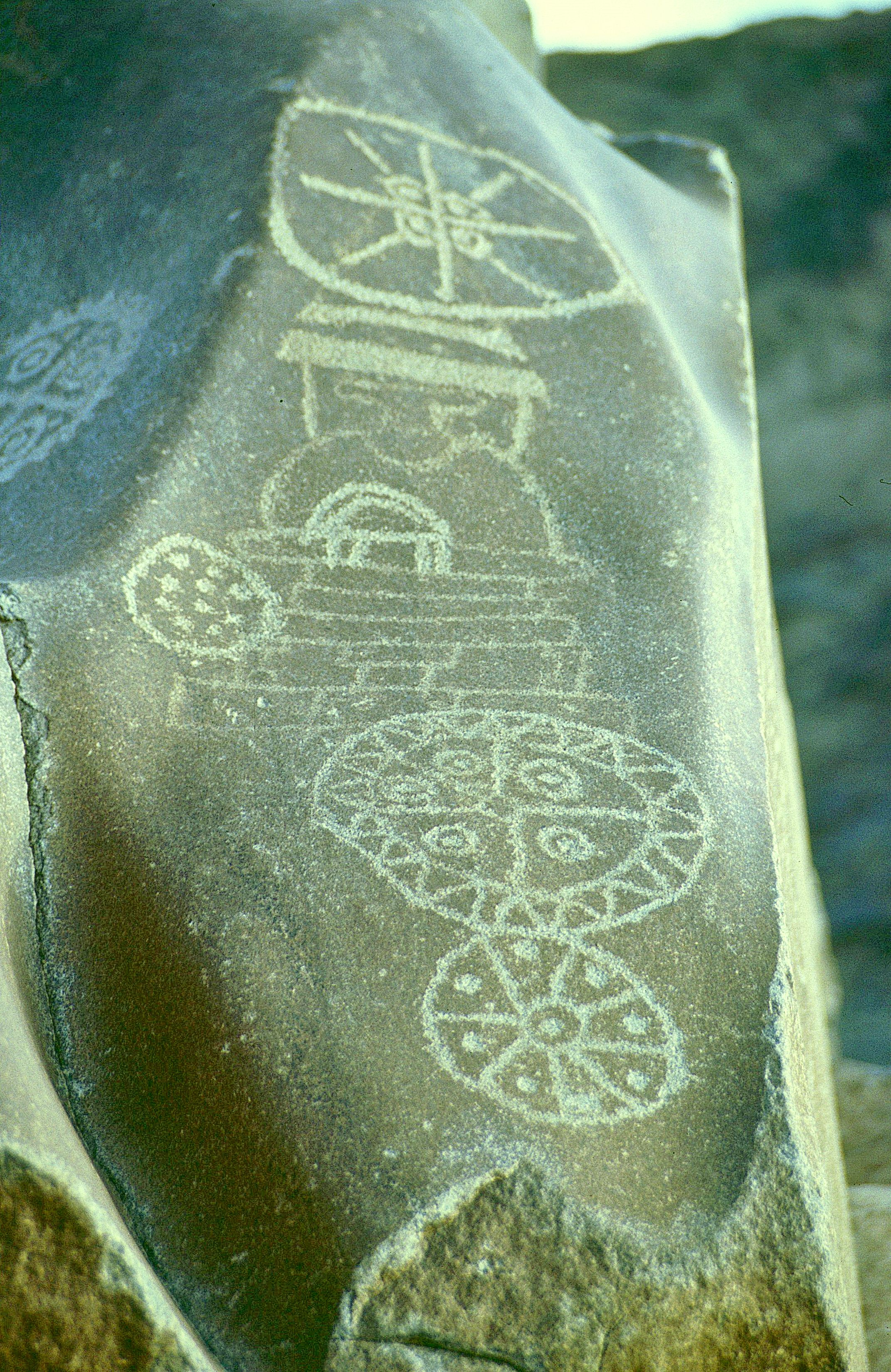
Sonnensymbole